# Brama
Ne doit pas être confondu avec Bramah ou Brahmā.
Genre
Brama est un genre de poissons de la famille des Bramidae, de l'ordre des Perciformes.

## Liste des espèces
- Brama australis Valenciennes, 1837
- Brama brama (Bonnaterre, 1788) - grande castagnole, hirondelle
- Brama caribbea Mead, 1972
- Brama dussumieri Cuvier in Cuvier et Valenciennes, 1831
- Brama japonica Hilgendorf, 1878 - castagnole mince ou castagnole du Pacifique
- Brama myersi Mead, 1972
- Brama orcini Cuvier in Cuvier et Valenciennes, 1831
- Brama pauciradiata Moteki, Fujita et Last, 1995